# ميشيل مورغانيلا
ميشيل مورغانيلا هو لاعب كرة قدم سويسري في مركز الوسط، ولد في 25 أبريل 1986 في إيطاليا. لعب مع نادي سيون ونادي كياسو.